# 드라마 가족모양
드라마 가족모양은 NHK 종합 TV이 편성했다 연속 TV 드라마이다.

## 방송 작품
- 나들이 옷 여기 제일
- 나고야 천객만래
- 모습의 설레임
- 매치 포인트!
- 버블